# Síndrome de Lennox-Gastaut
La síndrome de Lennox-Gastaut (SLG) és una epilèpsia complexa, rara i severa d'inici infantil. Es caracteritza per tipus de convulsions múltiples i concurrents, disfunció cognitiva i ones de punta lentes a l'electroencefalograma (EEG). Normalment, es presenta en nens d'entre 3 i 5 anys i pot persistir fins a l'edat adulta. S'ha associat amb diverses mutacions genètiques, lesions perinatals, infeccions congènites, tumors/malformacions cerebrals i trastorns genètics com l'esclerosi tuberosa i la síndrome de West. El pronòstic de la SLG és dolent, amb una mortalitat del 5% a la infància i convulsions persistents a l'edat adulta (80-90%).
La SLG va rebre el nom dels neuròlegs William G. Lennox (Boston, EUA) i Henri Gastaut (Marsella, França), que van descriure la malaltia de manera independent. El Dia internacional de conscienciació sobre SLG és l'1 de novembre.